# Labyrinthorgan
Das Labyrinthorgan (kurz Labyrinth) der Labyrinthfische (Anabantoidei) und der Schlangenkopffische (Channidae), zweier Untertaxa der Anabantiformes innerhalb der Barschverwandten (Percomorphaceae), dient der Luftatmung dieser meist kleinen, in stagnierenden und eutrophierten und daher sauerstoffarmen Gewässern lebenden Fische. Die Tümpel der Kletterfische und Buschfische (Anabantidae) sind mitunter sogar von Austrocknung bedroht, so dass diese Fische dann imstande sein müssen, über Land zu kriechen, um noch Gewässer zu erreichen. Bei Kiemensackwelsen gibt es ähnliche Suprabranchialorgane zur Atmung, die ebenfalls Überlandkriechen zum Aufsuchen von noch vorhandenen Tümpeln ermöglichen.
Dieses Labyrinthorgan liegt (paarig) im Schädel knapp hinter dem Ohr-Labyrinth (siehe Innenohr), das allen Wirbeltieren zukommt. Die Kiemenhöhle ist dorsorostral erweitert zur Aufnahme einer „geknüllten“ Knochenplatte, die vom Epibranchiale II (der Knochenstütze des oberen Astes des zweiten Kiemenbogens) ausgeht. Die Knochenplatte ist (wie die Höhle selbst) mit respiratorischer (blutgefäßreicher) Schleimhaut überzogen. Infolge der festen Stütze kann sie nicht wie die Kiemenblättchen kollabieren. Die Blutversorgung entspricht der des 2. Kiemenbogens. Der Suprabranchialraum dient der Aufnahme einer Luftblase von der Wasseroberfläche mit dem Maul – die „verbrauchte“ Blase wird (meist) zugleich über die Kiemen(deckel)spalte abgegeben. Obwohl das Volumen der Blasen an das der Schwimmblase heranreichen kann, haben die Anabantoiden alle auch eine enge, langgestreckte Schwimmblase und dazu ein gut entwickeltes, schweres Skelett. Das Labyrinth wird erst im Laufe der Jungfisch-Entwicklung funktionell und ist je nach Art verschieden gut entwickelt; nur bei Sandelia fehlt es fast völlig.
Manche Labyrinthfische (z. B. Paradiesfische) ersticken auch in „sauberem“ Wasser ohne die Möglichkeit dieser Luftatmung. Anfangs dachte man, die Schleimhautvergrößerung diene dem Riechen (Ähnlichkeit mit den Conchae menschlicher Nasen) – der Riesengurami erhielt deshalb den wissenschaftlichen Namen Osphromenus („Riecher“). Lacépède (1801) verschrieb sich aber, so dass der gültige Name nun Osphronemus lautet. Der Zufall will es, dass auch dieser Name Sinn ergibt, sogar mehr als der ursprüngliche: Osphronemus könnte „[Fisch mit] Riechfäden, -strahlen“ bedeuten – und in der Tat hat sich (viel später) herausgestellt, dass die langen Bauchflossenstrahlen dem Erschmecken von Nahrung am Boden dienen. Der Gesichtsnerv (Nervus facialis), der beim Menschen die mimische Muskulatur des Gesichtes innerviert, entsendet nämlich bei Fischen auch Zweige zur Haut (bes. von Flossen).